# Roland Hallé
Roland Hallé (* 20. März 1930 in Lévis, Kanada; † 26. Mai 2018 in Québec, Kanada) war ein kanadischer Filmemacher und Oscarpreisträger.

## Leben und Wirken
Hallé begann seine berufliche Laufbahn als Handelsreisender und Staubsaugervertreter. Ende der 1960er Jahre machte er sich selbständig und gründete seine eigene Firma, eine kleine Versicherungsgesellschaft. 1972 übersiedelte der von einer tiefen Lebenskrise – eine seiner Töchter war 14-jährig gestorben – getroffene Franko-Kanadier mit seinen Kindern für zwei Jahre nach Europa, wo er im französischen Cannes anlässlich eines Filmfestivalbesuchs zum Cineasten wurde. 1974 kehrte die Familie nach Nordamerika zurück. Roland Hallé ließ sich in den USA nieder und schrieb sich an der Boston University ein. Dort studierte er Medien an der School of Public Communication. 
Um mit dem akademischen Grad eines Masters abschließen zu können, musste Hallé einen eigenen Film vorlegen. Das Ergebnis hieß Karl Hess: Toward Liberty und war ein Porträt eines reaktionären US-amerikanischen Publizisten und Politikberaters der Republikaner, der, wie einst Hallé, nicht nur politisch, sondern auch bezüglich zukünftiger Betätigungsfelder eine 180-Grad-Kehrtwendung vollzog. Für diese Arbeit erhielt Hallé 1981 mit seinem Filmpartner Peter W. Ladue einen Oscar in der Kategorie „Bester Kurzdokumentarfilm“. Seine Folgearbeit Urge to Build wurde 1982 zwar ebenfalls für den Akademiepreis nominiert, ging diesmal jedoch leer aus.
Nach einer längeren Drehpause versuchte sich der Kanadier 1988 noch einmal als Filmemacher, doch das Resultat, The First Killing Frost, blieb faktisch von der Öffentlichkeit unbemerkt. Danach verlor Roland Hallé die Lust am Filmemachen und wurde schließlich Yoga-Lehrer.

## Filmografie (komplett)
- 1980: Karl Hess: Toward Liberty (Kurzdokumentarfilm. Regie, Produktion)
- 1981: Urge to Build (Kurzdokumentarfilm. Regie, Produktion)
- 1989: The First Killing Frost (Spielfilm. Regie, Produktion, Drehbuch)